# Премія Фраунгофера-Бесселя
Премія Фраунгофера-Бесселя (нім. Fraunhofer-Bessel-Forschungspreis) — міжнародна наукова нагорода, що вручається спільно Товариством Александра фон Гумбольдта та Товариством Фраунгофера за видатний внесок у прикладні дослідження. Премія призначена для визнання заслуг видатних зарубіжних вчених, які активно співпрацюють із науковими установами в Німеччині.

## Історія та мета
Премія названа на честь двох видатних німецьких учених:
- Йозеф фон Фраунгофер — фізик, винахідник та оптик;
- Фрідріх Вільгельм Бессель — астроном і математик.

Премія має на меті стимулювання довгострокової міжнародної наукової співпраці, особливо у сферах, що мають практичне значення для технологій і промисловості.

## Умови присудження
Премія присуджується міжнародним науковцям:
- які мають значний науковий внесок у своїй галузі;
- які вже мають контакти з німецькими дослідницькими установами або планують їх встановити;
- які працюють у галузі прикладних досліджень.

Нагорода передбачає:
- грошову винагороду у розмірі 45 000 євро;
- фінансування наукових візитів до Німеччини;
- сприяння подальшій співпраці з інститутами Фраунгофера.

## Організатори
Організаторами премії є:
- Фонд Александра фон Гумбольдта;
- Товариство Фраунгофера.